# ジェルソン・マルティンス
ジェルソン・ダニー・バターリャ・マルティンス（Gelson Dany Batalha Martins、1995年5月11日 - ）は、カーボベルデ・プライア出身のプロサッカー選手。元ポルトガル代表。オリンピアコスFC所属。ポジションは、フォワード、ミッドフィールダー。

## クラブ経歴

### スポルティングCP
カーボベルデの首都プライアで生まれ、10代でポルトガルに渡った。CFベンフィカというクラブでプレーを始め、2010年にスポルティングCPのアカデミーに入団。2014年3月にリザーブチームに昇格し2019年までのプロ契約を結んだ。
2014年8月のリーガプロ・SCオリャネンセ戦で途中出場しプロデビュー。12月のヴィトーリア・ギマランイスB戦でプロ初ゴールを挙げた。
2015-16シーズンからジョルジェ・ジェズス監督によってトップチームのレギュラーに抜擢された。8月のCDトンデラ戦でプリメイラ・リーガデビュー。2016年1月のCDトンデラ戦でクラブ通算5000ゴール目を挙げた。

### アトレティコ・マドリード
2018年7月25日、アトレティコ・マドリードへ5年契約で移籍することが発表された。スポルティングCPとは契約を解除したためフリー移籍となる。

### ASモナコ
2019年1月27日、ASモナコにシーズン終了までのレンタル移籍。
2019年7月1日、ASモナコへ完全移籍し、2024年6月までの5年契約を締結した。2019-20シーズンは、リーグ戦21試合4得点を記録し、主力として活躍していたが、2020年2月1日のニーム・オリンピック戦において、ティエムエ・バカヨコが退場となった判定に対して激高し、ミカエル・ルサージュ主審を突き飛ばしレッドカードを提示されると、再び突き飛ばして怒りをあらわにした。この愚行により同年2月6日から8月6日までの6か月の出場停止処分が下された。しかしフランスサッカー連盟は新型コロナウイルスの影響で中断されその後打ち切りとなったリーグ・アンにおいて、中断された3月13日から6月30日までを出場停止期間としてはカウントせず、出場停止処分はさらに約3か月半延長され、11月末頃までプレー不可となった。

### オリンピアコスFC
2024年1月2日、オリンピアコスFCに移籍した。

## 代表経歴
各年代でポルトガル代表に選出されている。ハンガリーで開催されたUEFA U-19欧州選手権2014では全試合に出場し準優勝に貢献した。2015 FIFA U-20ワールドカップではセネガル戦とニュージーランド戦でゴールを挙げたが、チームは準々決勝で敗退した。
2016年9月、2018 FIFAワールドカップ・ヨーロッパ予選のアンドラ戦とフェロー諸島戦に臨むポルトガル代表のメンバーの一人に選ばれた。アンドラ戦で72分にペペと交代しA代表初キャップ。

## 代表歴

### 出場大会
- ポルトガル代表
  - 2018 FIFAワールドカップ

### 試合数
- 国際Aマッチ 21試合 0得点（2016年-2018年）[19]

| ポルトガル代表 | 国際Aマッチ | 国際Aマッチ |
| 年             | 出場        | 得点        |
| -------------- | ----------- | ----------- |
| 2016           | 3           | 0           |
| 2017           | 12          | 0           |
| 2018           | 6           | 0           |
| 通算           | 21          | 0           |

## タイトル
スポルティングCP
- タッサ・ダ・リーガ: 2017-18
- スーペルタッサ・カンディド・デ・オリベイラ: 2015

アトレティコ・マドリード
- UEFAスーパーカップ: 2018